# Spoorlijn Douai - Blanc-Misseron
De Spoorlijn Douai - Blanc-Misseron is een Franse spoorlijn die Douai via Somain en Valenciennes met Blanc-Misseron verbindt. De lijn is 46 km lang en heeft als lijnnummer 262 000.

## Geschiedenis
De spoorlijn is tegelijk met de lijn Parijs - Lille aangelegd en geopend in 1846 om een extra verbinding met België te krijgen via spoorlijn 97.
De lijn is geheel dubbelsporig tussen Douai en Valenciennes en heeft een maximumsnelheid van 140 km/h. Tussen Valenciennes en Blanc-Misseron is de lijn enkelsporig en alleen in gebruik voor goederenvervoer. Sinds 1992 is er geen grensoverschrijdend verkeer meer richting Bergen, hoewel er nog steeds plannen zijn om het grenstraject te heropenen.

## Treindiensten
De SNCF verzorgt het personenvervoer op dit traject met TGV en TER treinen.
| Serie    | Treinsoort | Route                                                                                      | Bijzonderheden |
| -------- | ---------- | ------------------------------------------------------------------------------------------ | -------------- |
| TGV 7100 | TGV (SNCF) | Paris-Nord – Arras – Douai – Valenciennes                                                  |                |
| K 40     | TER (SNCF) | Lille-Flandres – Douai – Somain – Cambrai – Saint-Quentin                                  |                |
| K 43     | TER (SNCF) | Arras – Douai – Valenciennes                                                               |                |
| K 60     | TER (SNCF) | Lille-Flandres – Orchies – Valenciennes – Aulnoye-Aymeries – Maubeuge – Jeumont            |                |
| K 61     | TER (SNCF) | Lille-Flandres – Orchies – Valenciennes – Aulnoye-Aymeries – Hirson – Charleville-Mézières |                |
| C 60     | TER (SNCF) | Lille-Flandres – Orchies – Valenciennes                                                    |                |
| P 43     | TER (SNCF) | Douai – Valenciennes                                                                       |                |

## Aansluitingen
In de volgende plaatsen is of was er een aansluiting op de volgende spoorlijnen:
Douai
RFN 259 000, spoorlijn tussen Saint-Just-en-Chaussée en Douai
RFN 272 000, spoorlijn tussen Paris-Nord en Lille
RFN 272 311, raccordement express Douai-Leforest
RFN 272 326, raccordement van Douai
RFN 272 641, stamlijn La Grande Paroisse
RFN 272 648, stamlijn tussen Douai en Waziers
RFN 275 100, embranchements urbains van Douai (noordtak)
RFN 276 100, embranchements urbains van Douai (zuidtak)
Somain
RFN 250 000, spoorlijn tussen Busigny en Somain
RFN 258 000, spoorlijn tussen Aubigny-au-Bac en Somain
RFN 268 000, spoorlijn tussen Somain en Halluin
lijn tussen Somain en Sin-le-Noble
lijn tussen Somain en Vieux-Condé
lijn tussen Somain en Waziers
Beuvrages
RFN 263 300, raccordement van Beuvrages
RFN 263 311, raccordement van Bruay
RFN 267 000, spoorlijn tussen Fives en Hirson
Valenciennes
RFN 254 000, spoorlijn tussen Lourches en Valenciennes
RFN 262 616, stamlijn Valenciennes
RFN 263 300, raccordement van Beuvrages
RFN 267 000, spoorlijn tussen Fives en Hirson
Blanc-Misseron
RFN 255 000, spoorlijn tussen Saint-Amand-les-Eaux en Blanc-Misseron
Blanc-Misseron grens
Spoorlijn 97 tussen Bergen en Quiévrain

## Elektrische tractie
Het gedeelte tussen Douai en Valendciennes werd in 1957 geëlektrificeerd met een spanning van 25.000 volt 50 Hz.

## Galerij

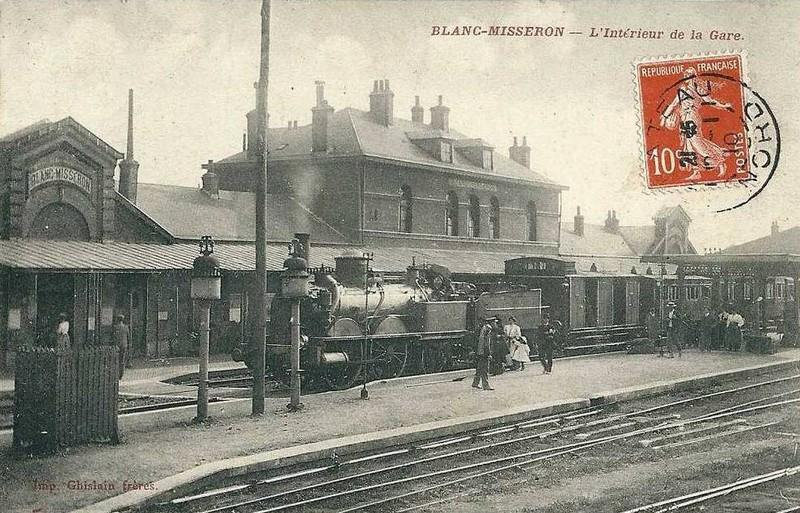
Het vroegere station Blanc-Misseron
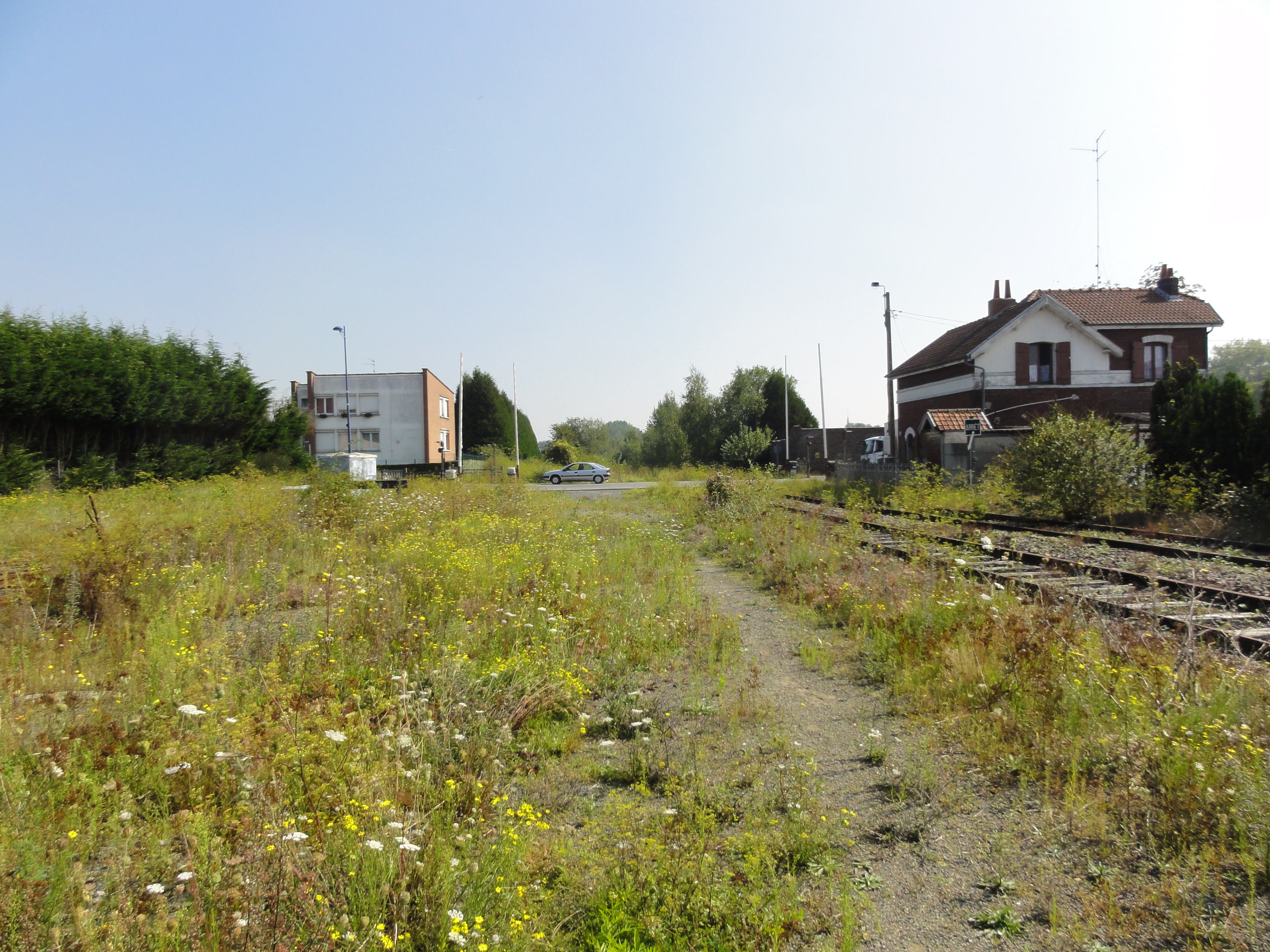
Blanc-Misseron tegenwoordig